# Serotipus
Un serotipus o serovar és una variació dins una espècie de bacteri o virus o entre cèl·lules immunitàries de diferents individus. Aquests microorganismes, virus o cèl·lules es classifiquen en grups segons els antígens que presenten a la seva superfície cel·lular. Els serotips permeten diferenciar organismes a nivells per sota d'espècie, cosa que és de gran importància en l'epidemiologia. Un grup de serovars amb antígens comuns és anomenat un serogrup.
Així, un serotip determinat és una subpoblació d'un microorganisme que es diferencia d'altres subpoblacions de la mateixa espècie per mitjà de proves serològiques. Per això, les respostes immunitàries de l'organisme davant un serotip d'un microorganisme (p.e. la grip) poden no protegir davant un altre serotip de la mateixa espècie. La salmonel·la, per exemple, té més de 4.400 serovars: Salmonella enterica serovar typhimurium, S. enterica serovar Typhi, S.enterica serovar Enteritidis i S. enterica serovar Dublín, per mencionar-ne unes poques.
Els serotips poden establir-se segons factors de virulència, lipopolisacàrids en bacteris gramnegatius, presència d'exotoxines, plasmidis, bacteriòfags, o altres característiques que diferencien a dos elements de la mateixa espècie.
En Vibrio cholerae, causant del còlera, s'han descrit 139 serotips, basats en antígens de cèl·lules. Només dos d'ells produeixen enterotoxina i són patògens: Les 0:1 i 0:139.
Els serotips foren descrits per primera vegada per la microbiòloga nord-americana Rebecca Lancefield el 1933.